# World Series Baseball 2K3
World Series Baseball 2K3 est un jeu vidéo de sport de type baseball sorti uniquement en Amérique du Nord sur Xbox le 10 mars 2003 et sur PlayStation 2 une semaine plus tard. Il a été développé par Blue Shift et édité par Sega sous licence MLB.
Le jeu fait partie de la série World Series Baseball, dont il constitue le second épisode sur Xbox, après World Series Baseball et le premier à paraître sur PlayStation 2. Il s'agit également du dernier jeu de la série.
World Series Baseball 2K3 a été annoncé sur Nintendo GameCube sous le nom Sega Sports World Series Baseball 2K3 et avec un mode quatre joueurs mais a été finalement annulé.